# Hacıturalı
Hacıturalı (tidigare ryska: Гаджытуралы: Gadzjyturaly) är en ort i Azerbajdzjan.   Den ligger i distriktet Ağdam, i den centrala delen av landet, 240 km väster om huvudstaden Baku. Antalet invånare är 1 857.